# Mus musculus
Souris grise, Souris commune, Souris domestique
Pour les articles homonymes, voir Souris et Souris (homonymie).
Espèce
Répartition géographique
Synonymes
- Mus abbotti Waterhouse, 1837
- Mus domesticus Rutty, 1772

Statut de conservation UICN

 LC : Préoccupation mineure
La Souris grise, (Mus musculus ou, avec le sous-genre, Mus (Mus) musculus) est une espèce parmi les petits rongeurs de la famille des muridés. En français elle est appelée aussi Souris domestique, Souris commune. On désigne aussi plus simplement cette espèce très répandue par le nom vernaculaire générique, souris. C'est un animal nocturne, généralement assez craintif, qui vit souvent à proximité ou dans les habitations humaines, d'où son appellation « domestique » (mot dérivé du latin domus, la maison) comme pour la mouche domestique. La souris blanche est une race de souris domestiquée largement utilisée en laboratoire. Une fois apprivoisée c'est un animal qui est apprécié également comme animal de compagnie très affectueux et intelligent. L'aspect culturel autour de la souris est extrêmement important. De nombreux proverbes, citations, livres, poèmes, chansons, films, dessins animés, etc. portent sur ce thème de la souris.

## Liste des sous-espèces
Certaines bases comme MSW admettent un sous-genre Mus (Mus) et plusieurs sous-espèces :
- sous-espèce Mus (Mus) musculus bactrianus - Souris orientale
- sous-espèce Mus (Mus) musculus castaneus - Souris domestique thaïlandaise - Sud-Est asiatique[5],[6]
- sous-espèce Mus (Mus) musculus domesticus - Souris des greniers - Europe, Proche-Orient et Afrique. Mais également en Australie et en Amérique depuis la colonisation européenne.
- sous-espèce Mus (Mus) musculus gentilulus
- sous-espèce Mus (Mus) musculus musculus - Souris des champs- Nord-Est Eurasien

Auxquelles il faut ajouter une sous-espèce éteinte depuis 1930 :
- sous-espèce Mus musculus muralis - Souris domestique de Saint-Kilda

Ces sous-espèces peuvent se croiser : on connaît l'hybridation naturelle entre Mus musculus domesticus et Mus musculus castaneus en Californie.

## Distribution
L'origine de la souris est peu précise. On pense qu'elle vivait en Asie avant d'envahir l'Europe,. Elle est ensuite devenue une espèce envahissante sur les îles où elles ont été introduites pendant la période d'exploration et de colonisation européenne.

## Description de l'espèce

### Morphologie

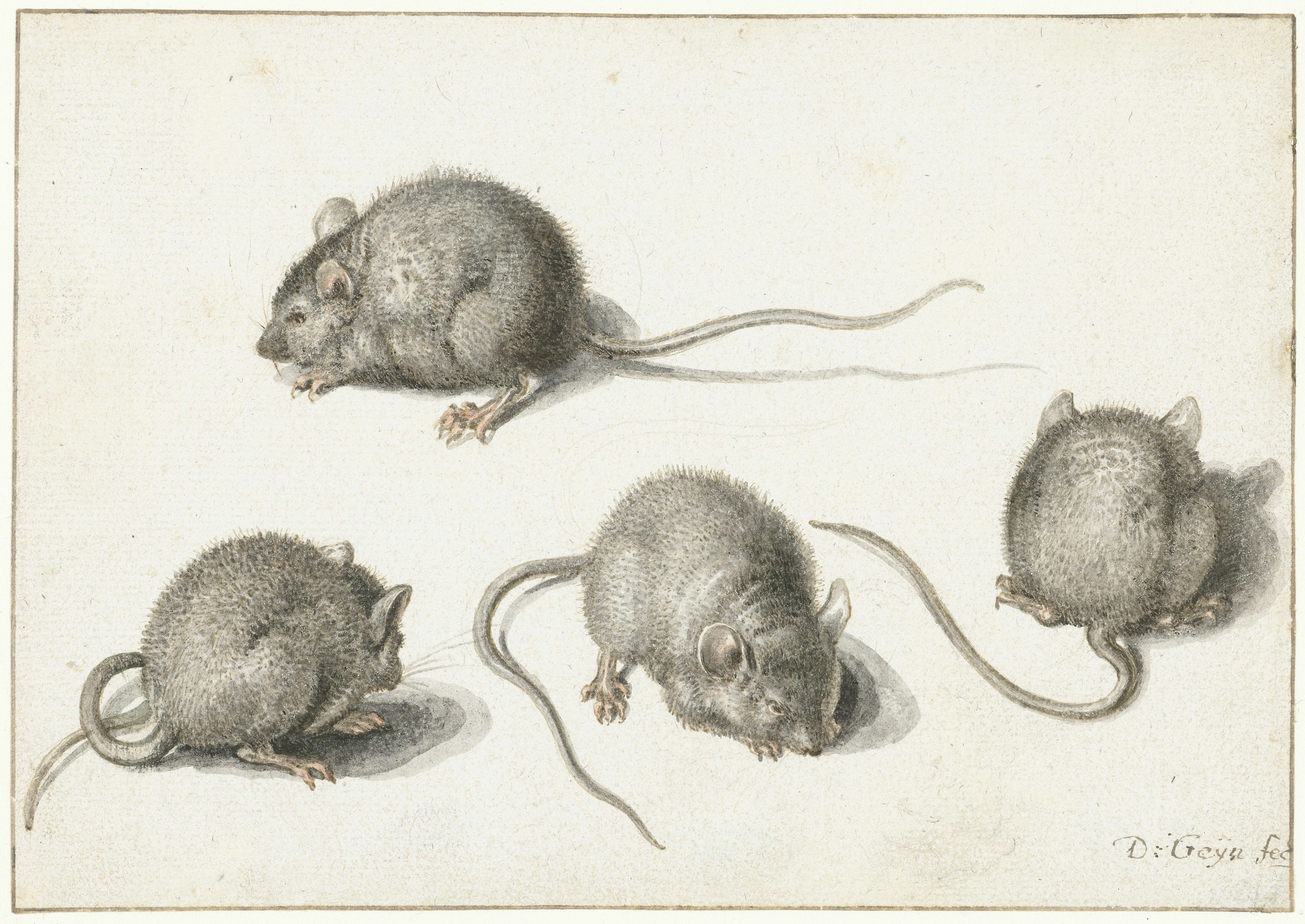
Représentation d'une souris dans quatre positions par Jacques de Gheyn le jeune (1565-1629).

Le corps de la souris commune est couvert de poils gris, plus clair sur le ventre, sauf le bout des pattes, les oreilles, le bout du museau et la queue. Il est séparé en trois parties : la tête qui porte la bouche et les organes sensoriels pairs (olfactifs, visuels, auditifs), le tronc auquel se rattachent deux paires de membres et la queue, située au-delà de l'anus. Le dimorphisme sexuel est peu apparent. La taille adulte du corps sans la queue de la souris est comprise entre 7 et 10 cm pour un poids adulte qui va de 21 g jusqu'à 60 g pour les plus grosses femelles,.

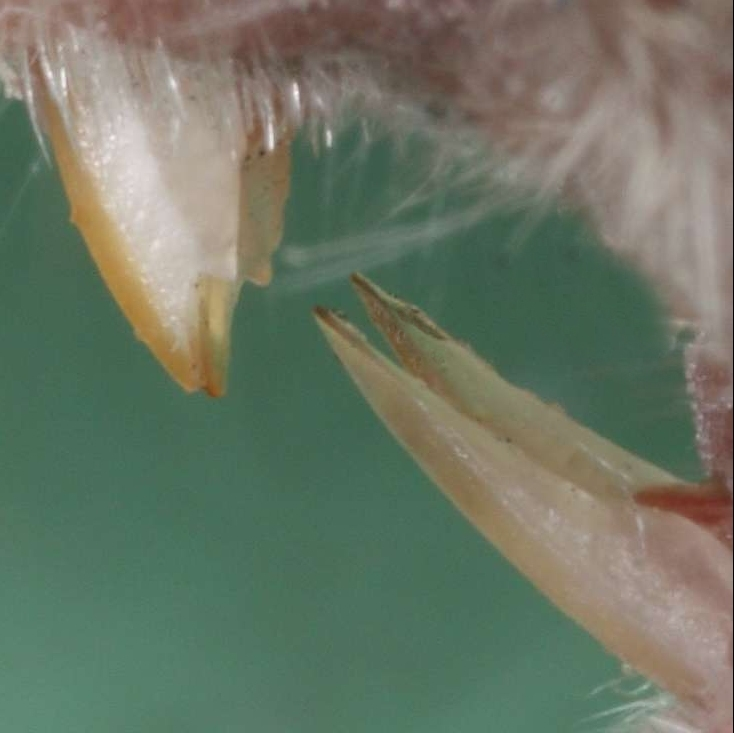
Les deux paires d'incisives

#### Tête
La tête est séparée du tronc par un cou bien marqué. Les narines externes s'ouvrent à la face ventrale du museau, au fond de deux dépressions incurvées, situées au centre du rhinarium. La bouche ventrale, triangulaire est limitée par deux lèvres. Elle laisse apparaître les deux paires d'incisives caractéristiques des rongeurs. Les yeux (allant du rouge vif au noir) sont munis de deux paupières, supérieure et inférieure, mobiles. Les pavillons des oreilles sont de longs replis cutanés entourant l'orifice des conduits auditifs externes. Enfin, elle porte des vibrisses, organes tactiles grâce à leur riche innervation par le nerf trijumeau.
Denture

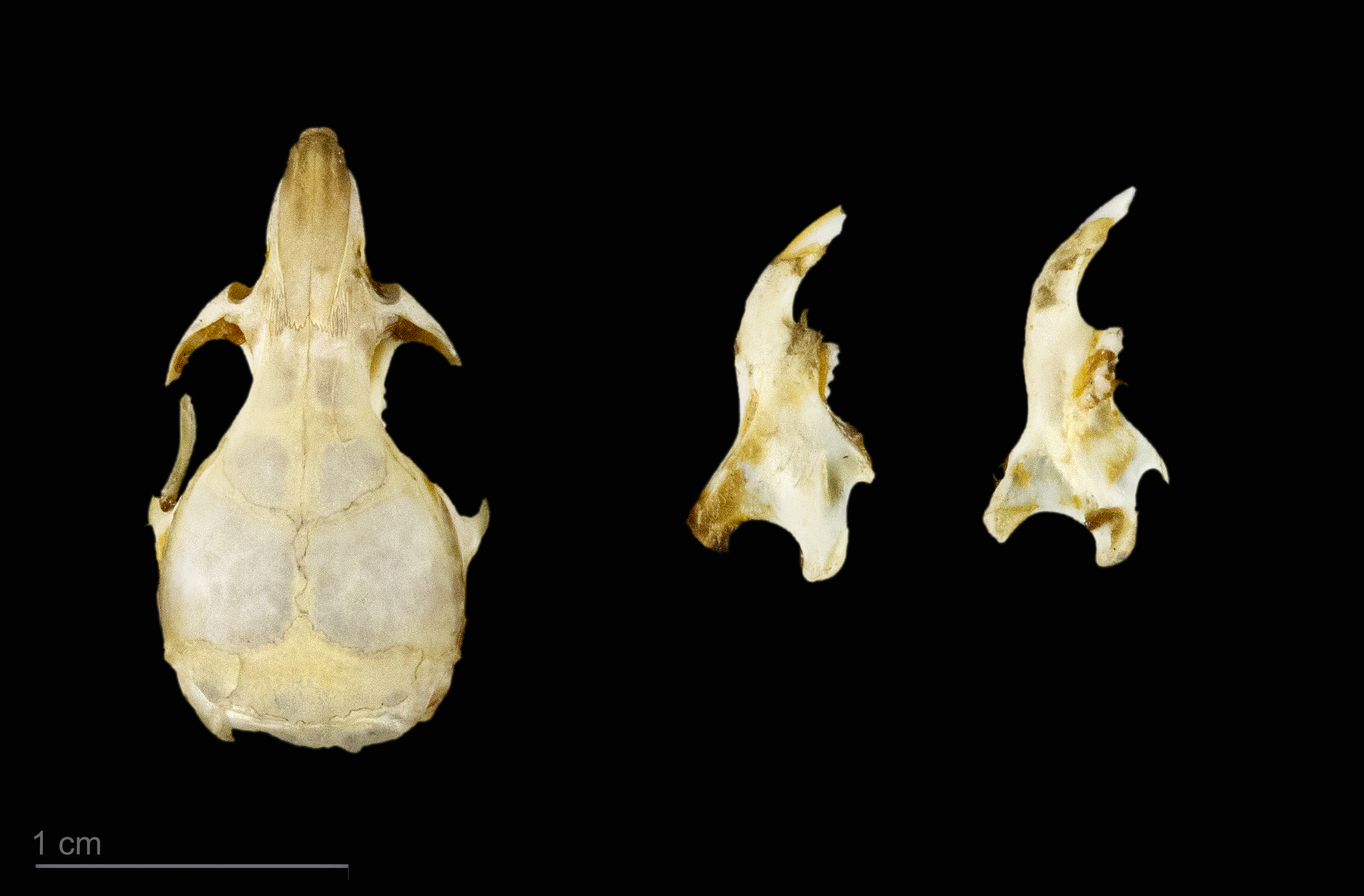
Mus musculus - Muséum de Toulouse

Les souris ont une denture spécifique qui les classe dans la catégorie des rongeurs. Elles possèdent 16 dents au total, comprenant 4 incisives (2 en haut et 2 en bas) et un ensemble de molaires et prémolaires. Les incisives des souris ont la particularité de pousser continuellement, ce qui nécessite qu’elles rongent régulièrement des matériaux pour les user et éviter une croissance excessive qui pourrait leur causer des problèmes de santé. C’est un trait caractéristique des rongeurs qui leur permet de maintenir leurs dents à une longueur gérable pour manger et se défendre.

#### Tronc
Le tronc porte latéralement les deux paires de membres, ventralement les mamelles et les orifices urinaire, génital et anal.
Les membres sont composés de trois segments :
- Stylopode : bras ou cuisse ;
- Zeugopode : avant-bras ou jambe ;
- Autopode : main ou pied.

Les pattes avant possèdent quatre doigts bien développés, terminés par des griffes, le pouce étant atrophié. On peut observer trois callosités interdigitalles et deux callosités basales. Les pattes arrière possèdent cinq doigts, bien développés et terminés par des griffes. Aux points d'appui se sont développées des callosités dont la disposition est spécifique. La souris possède cinq paires de mamelles : trois paires sur la poitrine, plus une à l'aine et une au niveau du bassin. Les orifices, urinaire, génital et anal, sont disposés différemment selon le sexe de la souris. Chez la femelle, l'urètre s'ouvre en avant du vagin, au sommet d'une papille urinaire. Le vagin s'ouvre au niveau de la vulve. L'anus est séparé de la vulve par un court périnée. Tandis que, chez le mâle, les orifices urinaire et génital sont confondus à l'extrémité du pénis, normalement cachés dans un repli cutané, le prépuce. Les testicules normalement intra-abdominaux peuvent descendre chacun dans un diverticule de la cavité abdominale recouvert d'un sac cutané, le scrotum.
L'anus est localisé à la base de la queue.

#### Queue

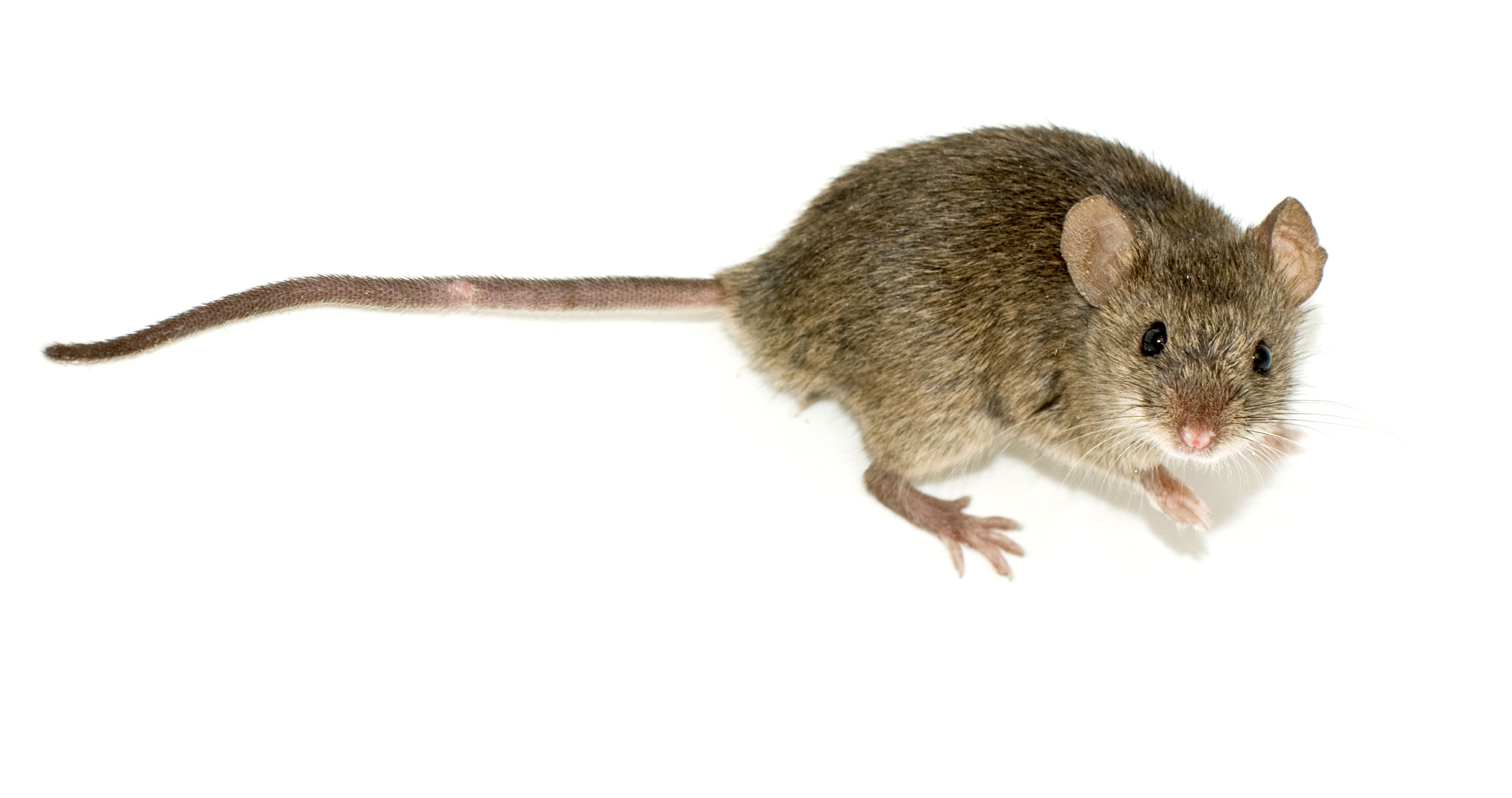
Souris grise vue de profil.

Mesurant 5 à 10 cm, elle est aussi longue que le tronc et la tête. Elle est recouverte d'écailles cornées épidermiques disposées en anneaux entre lesquelles s'insèrent quelques poils très courts , ainsi qu'une légère pilosité à son extrémité.

### Reproduction

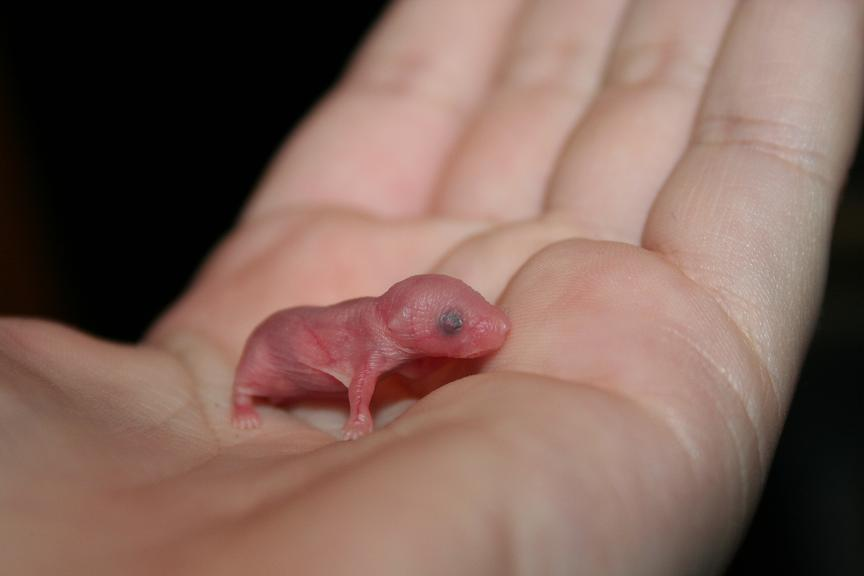
Souriceau âgé de 1 jour, dans une main humaine

Chez la souris commune, la reproduction a lieu toute l'année. La maturité sexuelle est atteinte vers l'âge de cinq à six semaines : 45 jours pour les mâles, 40 à 45 jours pour les femelles. La fréquence des relations sexuelles peut atteindre jusqu'à 8 coïts par jour, notamment pour les petites souris.
L'espèce est nidicole. Une femelle peut mettre au monde de 5 à 15 portées par an. La durée de gestation est de 18 à 21 jours et il y a généralement entre 5 et 12 petits par portée, 18 au maximum. Elle peut entamer une nouvelle gestation toutes les six semaines. Les petits s'appellent des souriceaux. Ils naissent nus et aveugles et restent au nid, se nourrissent du lait de leur mère pendant environ 3 semaines, âge de sevrage. Quand la mère quitte les souriceaux pour une certaine durée, ceux-ci la rappellent en criant dans le domaine des ultrasons, sauf déficience de leur gène FOXP2. La souris commune a une espérance de vie de 1 à 3 ans en l'absence de prédation. 

## Comportement à l'état sauvage
La souris commune est un animal nocturne qui vit, à l'état naturel, dans les champs ou à proximité des habitations humaines.
Son régime alimentaire est omnivore à tendance granivore. Elle consomme moins de 5 grammes de nourriture par jour.

### Prédateurs

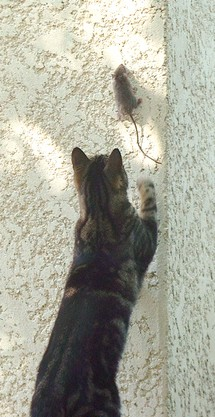
Chat poursuivant une souris

Les prédateurs de la souris sont les petits mammifères comme les chats, les belettes, les renards, etc. mais aussi des serpents, des oiseaux comme les rapaces diurnes et surtout nocturnes, les grues ou hérons et bien d'autres carnivores encore. La souris est prolifique, mais a beaucoup de prédateurs ; c'est une proie petite, mais assez facile à attaquer pour ces derniers. L'Homme, qui la considère souvent comme un animal nuisible détruisant les cultures et propageant des maladies via leurs parasites et leurs fèces, est aussi un prédateur redoutable pour la souris. Pour la faire disparaître des habitations, il héberge des animaux comme le chat ou bien utilise des pièges et des poisons chimiques. La domestication du chat aurait eu comme première motivation la lutte contre les souris et les rats. L'espérance de vie d'une souris est de un à trois ans en l'absence de prédateurs, mais seulement de cinq mois à l'état sauvage. Sa grande capacité d'adaptation et son aptitude à cohabiter avec les humains en ont cependant fait l'un des mammifères les plus répandus sur Terre, avec le rat.

### Parasites
Elle peut être infectée par de nombreux endoparasites et par quelques ectoparasites dont certaines espèces de tiques et des puces. Mus musculus pourrait même peut-être constituer l'hôte originel de la puce (Leptopsylla segnis). Les parasites jouent un rôle dans la régulation de ses populations, la souris pouvant aussi être une espèce-réservoir pour certains pathogènes.

## La souris commune et l'homme

### Utilisation en laboratoire

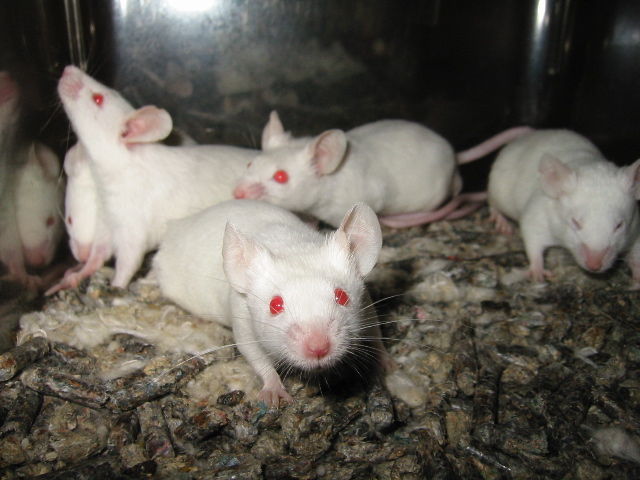
Souris blanches de laboratoire

La souris commune a été et continue à être beaucoup utilisée comme organisme modèle par les laboratoires pour divers types d'études et l'expérimentation animale.

### Aliment pour carnivores

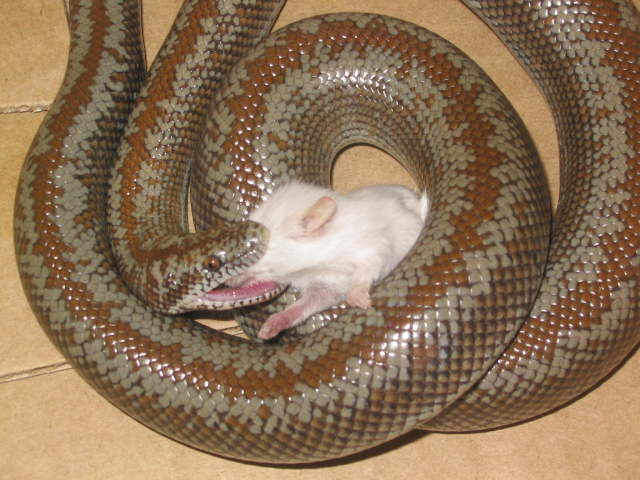
Boa des sables (Charina trivirgata) avalant une souris blanche.

La souris blanche, qui se reproduit facilement et abondamment en captivité, est une source de protéines appréciée par les éleveurs de petits animaux carnivores. Par exemple pour nourrir les serpents.
Les souriceaux sont proposés à différents âges :
- Pinkie ou rosés : ce sont des souriceaux de quelques jours, tous roses.
- Fuzzie ou blanchons : souriceaux de 1 ou 2 semaines, avec un pelage visible et les oreilles encore peu développées.
- Hopper ou sauteurs : souris de 3 semaines (l'âge du sevrage). Bien développées, elles sont capables de sauter.
- Souris adulte : souris de taille adulte, soit environ 30 à 40 g.

### Animal de compagnie

#### Races et coloris existants

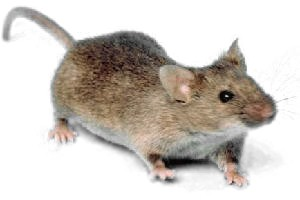
Type sauvage de coloris agouti
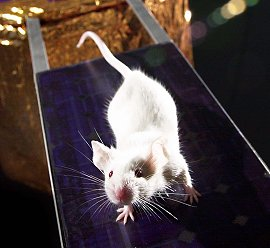
Mutation albinos (blanche aux yeux rouges particulièrements sensibles au UV)
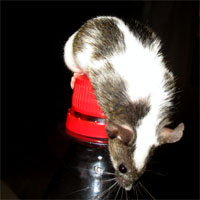
Coloris « Agouti Even Mismark »
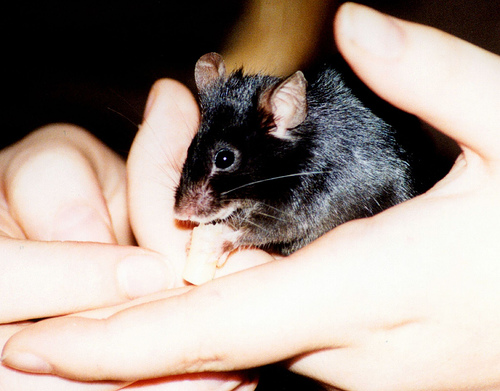
Coloris noir, ou Tan.
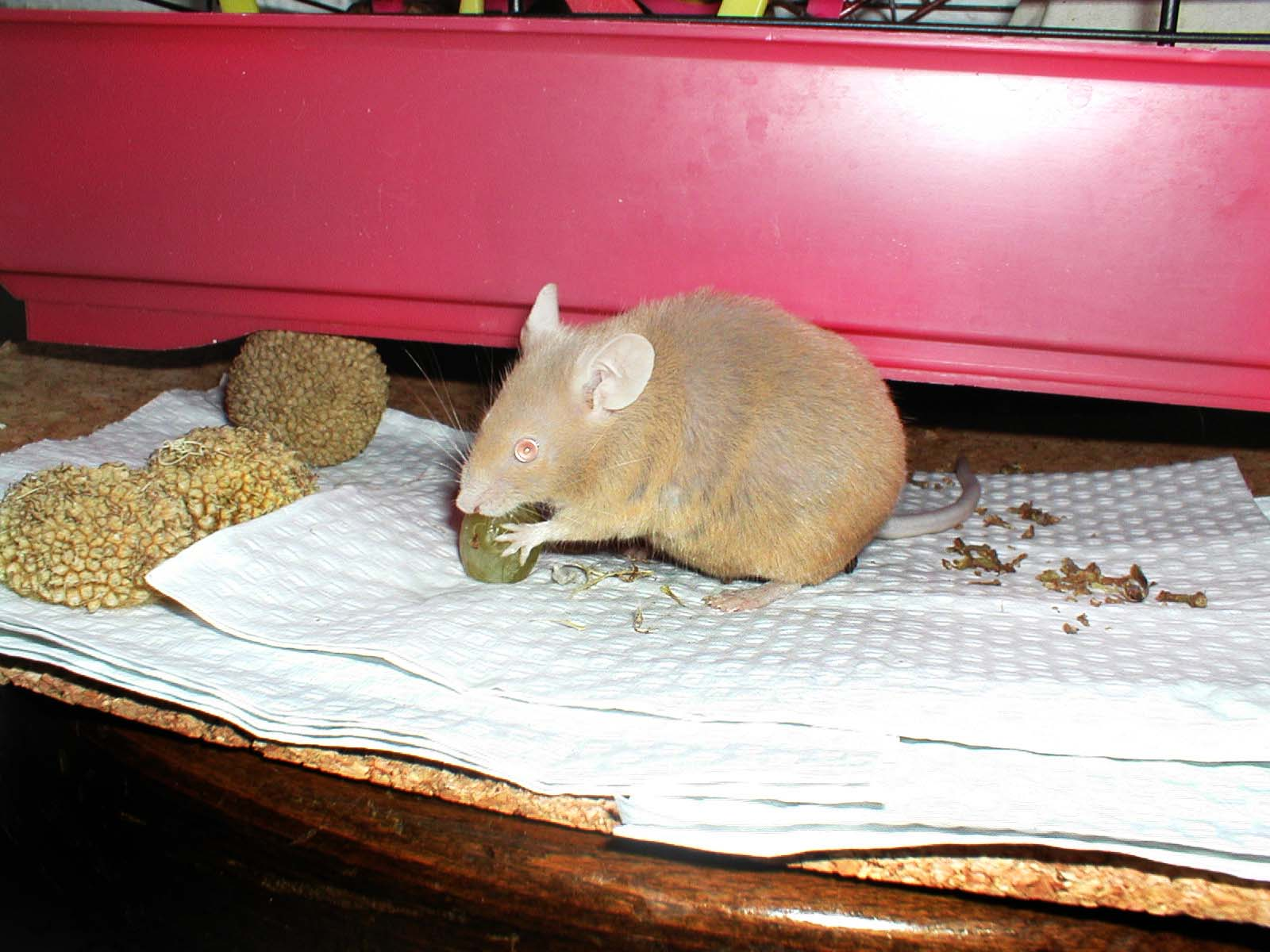
Souris beige
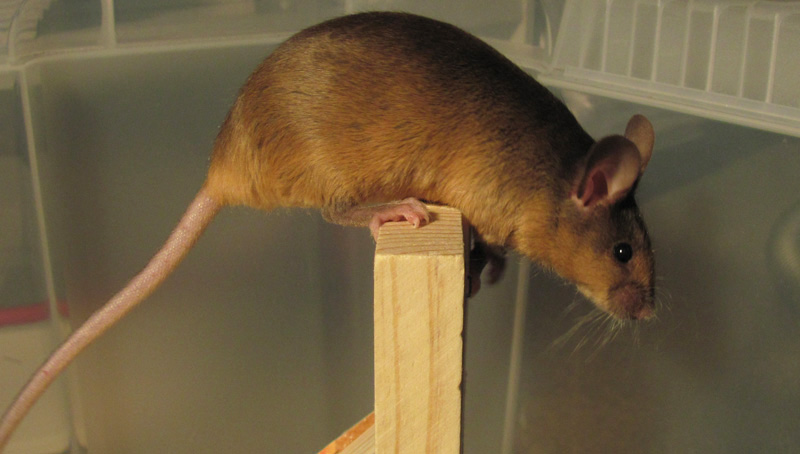
Souris brune

#### Habitat et hygiène
On préconise en général 900 cm2 pour une femelle et 2 000 cm2 pour un mâle, soit une cage pour une souris. On conseillera de laisser les petites cages de côté, ou, à la rigueur, pour le transport. Une cage de, au minimum, 60x30x40 est confortable pour 2, voire 3 souris.[réf. nécessaire] Dans une majorité des cas, les mâles cohabitent mal (à l'état sauvage il n'y a qu'un mâle dominant qui dirige le groupe). Quant aux femelles, elles se supportent très bien entre elles. En revanche il ne faut pas intégrer de nouvelles souris dans un groupe si celui-ci est déjà formé (elles risquent d'être tuées).
La souris a une urine qui peut avoir une odeur très forte. Une cage et une litière adaptées (litière végétale non toxique comme du lin, du chanvre/chambiose ou des rafles de maïs, les copeaux de bois résineux sont à proscrire) d'une couche d'environ 4 cm. Une ventilation suffisante (pas d'aquarium dont la hauteur des parois soit supérieure à la largeur, etc.), une densité de population raisonnable (au minimum 600 cm2 par souris) et des nettoyages fréquents (toutes les semaines pour une petite cage mais tous les 15 jours pour une grande) préviennent d'éventuels problèmes d'odeur dus à la formation d'ammoniaque par dégradation des urines.

## Aspects culturels
Les souris, au sens large, et plus particulièrement la souris grise de maisons (Mus musculus), jouent un grand rôle dans l’imaginaire populaire ou enfantin et dans le domaine culturel : croyances, proverbes et citations, poèmes et chansons, livres de toutes natures, bandes dessinées, films, dessins animés en très grand nombre mais aussi dans les arts plastiques.

#### Bases taxinomiques
- (en) Mammal Species of the World (3e  éd., 2005) : Mus (Mus) musculus Linnaeus, 1758
- (en) Brainmuseum : Mus musculus
- (en) Fauna Europaea : Mus musculus Linnaeus, 1758 (consulté le 6 janvier 2022)
- (en) GISD : espèce Mus musculus Linnaeus 1758
- (en) Paleobiology Database : Mus musculus Linnaeus 1758
- (fr + en) ITIS : Mus musculus Linnaeus, 1758
- (en) Animal Diversity Web : Mus musculus
- (en) NCBI : Mus musculus (taxons inclus)
- (en) UICN : espèce Mus musculus

#### Autres liens externes
- Conseil canadien de protection de Animaux : Les souris d'expérimentation Lire le document pdf
- Les souris sur le site de la Protection Suisse des Animaux (PSA). Un guide pour un maintien adapté aux besoins des animaux.